# Hollywood Records
Hollywood Records – amerykańska wytwórnia płytowa, której właścicielem jest The Walt Disney Company.
Wytwórnia wydaje głównie muzykę pop oraz rock. Została założona w 1989 roku i początkowo w Stanach Zjednoczonych dystrybuowała ją Elektra Records do 1995 roku, gdy zajął się tym PolyGram, który został kupiony przez Universal Music Group w 1998 roku.
Hollywood Records wydaje albumy takich wykonawców jak:

- Queen
- Breaking Benjamin
- Sabrina Carpenter
- R5
- Sofia Carson
- Forever In Your Mind
- Bea Miller
- Alejandro Aranda
- Zella Day
- Olivia Holt
- Martina Stoessel
- ZZ Ward
- Jorge Blanco
- Zendaya
- Just Sam
- CB30

Wytwórnia wydaje także ścieżki dźwiękowe z filmów Disneya.
Dla wytwórni w przeszłości nagrywali: Selena Gomez, Hilary Duff, Vanessa Hudgens, Ashley Tisdale, Corbin Bleu, Aly & AJ Grace Potter & Nocturnals, Plain White t’s, Marié Digby, Jesse McCartney, Atreyu, Cheetah Girls, Evans Blue, Hayden Panettiere, Jonas Brothers, Miley Cyrus, Demi Lovato.